# Школа-интернатNo16
ГБОУ школа-интернат №16 — государственное бюджетное общеобразовательное учреждение Пушкинского района Санкт-Петербурга. Главная цель школы — социальная реабилитация и интеграция в современное общество детей с интеллектуальными нарушениями. Учреждение готовит воспитанников к включению в трудовую деятельность в условиях Санкт-Петербурга.Формы обучения: очная, очно-заочная (индивидуальное обучение на дому), экстернат, семейное, смешанное (дистанционная форма обучения).
- Заявление родителей (законных представителей). Можно подать заявление в форме электронного документа с использованием информационно-телекоммуникационных сетей общего пользования.
- Документ, удостоверяющий личность родителя (законного представителя). Для иностранных граждан это может быть паспорт иностранного гражданина либо иной документ, установленный федеральным законом или признаваемый в соответствии с международным договором Российской Федерации.
- Свидетельство о регистрации ребёнка по месту пребывания. Школа может попросить родителей предоставить такой документ.
- Документы, подтверждающие особый статус семьи. Это может быть удостоверение опекуна, справка о потере кормильца, свидетельство о разводе и другие.
- Документы, подтверждающие установление опеки или попечительства.
- Заключение психолого-медико-педагогической комиссии.

shkint5.rut31232m.sch.obrazovanie33.ru
Иностранные граждане и лица без гражданства все документы представляют на русском языке или вместе с заверенным в установленном порядке переводом на русский язык.